# Cheiridopsis speciosa
Cheiridopsis speciosa là một loài thực vật có hoa trong họ Phiên hạnh. Loài này được L.Bolus mô tả khoa học đầu tiên năm 1927.